# Apinajé
Cet article concerne l'ethnie apinajé. Pour la langue apinajé, voir Apinajé (langue).

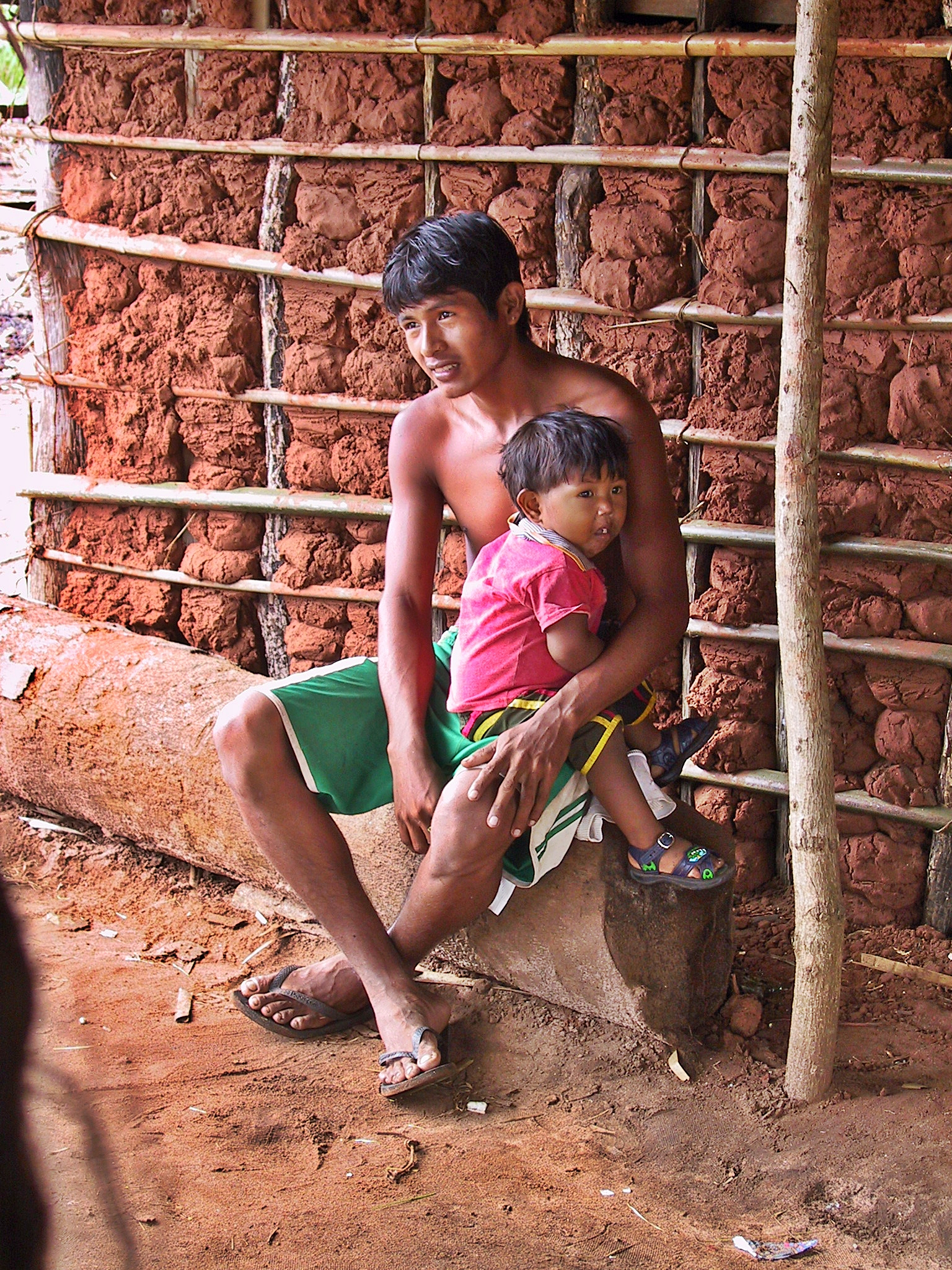
Un père apinajé tenant son fils assis sur ses genoux.

Les Apinajé (ou Apinayé, Apinaié) font partie de l'ethnie des Timbira Occidentaux, et sont connus pour leur organisation sociale complexe développée dans des villages assez peuplés. Ce sont des  chasseurs-cueilleurs (de nos jours encore) dont les femmes pratiquent une agriculture de subsistance. Le nom est la dénomination qu'ils se donnent eux-mêmes.
Leur population fut victime d'une déstructuration socio-culturelle, quand leur territoire fut occupé par des milliers de migrants venus des zones pauvres et des favelas des villes du Brésil, dans la seconde moitié du XXe siècle. La réalisation à travers leurs territoires de grandes routes telles que la Belém-Brasília (BR-010) et la Transamazonienne participa aussi de ce drame ethnologique. Le passage de cette dernière fit exclure une parcelle importante de leurs terres traditionnelles du processus de démarcation des territoires indigènes du pays. Ils sont actuellement en train d'essayer de la récupérer.

## Localisation
Les Apinajé ont toujours habité une région comprise entre la confluence des rios Araguaia et Tocantins dont la limite méridionale était faite, jusqu'au début du XXe siècle, par les bassins des rios Mosquito et São Bento. Aujourd'hui, la Terre indigène Apinajé est localisée sur les territoires des municipalités de Tocantinópolis, Itaguatins et São Bento do Tocantins, à l'extrême Nord de l'État du Tocantins. Elle fait environ 141 904 ha.

## Démographie
Les premiers à entrer en contact avec eux furent les Jésuites, entre 1633 et 1658. Au fur et à mesure de l'augmentation de ces contacts et de l'occupation et de la spolitaion des terres, la population apinajé décrut.
- XIXe siècle : 4 200
- 1859 : 2 000
- 1897 : 400
- 1926 : 150
- 1928 : 150
- 1967 : 253
- 1977 : 364
- 1980 : 413
- 1985 : 565
- 1993 : 780
- 1997 : 1 025
- 2003 : 1 262

## Source
- En portugais.